# 藤井藩
藤井藩（日语：／ Fujii-han */?）是日本越後國刈羽郡藤井的藩，元和2年11月7日（1616年12月15日），元和6年（1620年）5月廢藩，石高是20,000石，藩廳是藤井城。

## 歷史
慶長5年（1600年），稻垣重綱跟隨牧野康成攻擊上田城。慶長12年（1607年），他與其父稻垣長茂一同把守伏見城。慶長17年（1612年），他繼承其父的遺領上野國伊勢崎藩13,000石。元和元年（1615年），大坂之陣爆發，他在酒井家次麾下參戰，雖然原本位處軍隊後方，不過在先鋒松平康重陷入危機時及時支援建功。
元和2年11月7日（1616年12月15日），重綱憑其在大坂之陣的軍功以20,000石入主藤井，領地推測是刈羽郡藤井附近以及魚沼郡小千谷一帶。他任內積極開墾新田和荒田，元和3年2月10日（1617年3月17日）時讓小千谷町的肝煎中町氏開墾荒田，元和5年（1619年）正月時又讓刈羽郡北條村的八幡社等的神主開墾荒田作為神領。
元和3年8月1日（1617年8月31日），奉行稻垣小兵衛和稻垣勘助向北條村八幡宮的神主送米5石，由於此文獻提到送米的理由源於江戶的來信以及米應從代官處拿，反映當時重綱身在江戶，藏入地則交由代官負責。同年，他在小千谷町實施新町割。元和6年3月17日（1620年4月19日），三條藩藩主市橋長勝在沒有繼嗣的情況下死去而被改易。同年5月，重綱獲加增至三條藩23,000石，藤井藩就此廢藩。

## 註解
1. ↑  藤井現為新潟縣柏崎市藤井（日语：藤井村 (新潟県刈羽郡)）[1]。
2. ↑  現行對應地名如下[1]：
  - 小千谷町現為新潟縣小千谷市小千谷地區。
  - 北條村現為柏崎市北條、本條和東條（日语：北条町 (新潟県)）一帶。